# Антас, Йоланта
Иоланта Антас (пол. Jolanta Antas 20 февраля 1954, Щецин) — польский ученый, профессор лингвистики в Ягеллонском университете в Кракове.

## Биография
В 1977 году окончила Ягеллонский университет по специальности «польская филология». В 1986 году защитила докторскую диссертацию, в 1999 стала хабилитованным доктором наук. С 2014 — профессор гуманистических наук.
В 1980 году вступила в «Солидарность»
С сентября 1980 по 1989 год принадлежала к независимому издательскому движению. С 1982 года была автором, редактором и рецензентом статей в «Hutnik» и «Miesięcznik Małopolski».

## Научная деятельность
Опубликовала две монографии на тему лжи и отрицания: "O mechanizmach negowania" (Kraków 1991), и "O kłamstwie i kłamaniu" (Kraków 1999).
«О лжи и отрицании» ("O kłamstwie i kłamaniu") — первая польская книга, посвященная явлению лжи в процессе вербальной коммуникации. Тема тесно связана с логикой и философией в лингвистике.
С 2005 года — Председатель Института теории коммуникации на Факультете польского языка и литературы Ягеллонского университета. Проводит исследования прагматических и семантических аспектов отрицания и лжи. С группой коллег работает над исследованием под названием «Карта польских выражений».
Принимала участие в конференции GESPIN 2009 «Gesture and Speech in Interaction».

## Награды
- 2011 — Медаль «Несгибаемым в слове»[6]
- 2012 — Кавалерский крест Орден Возрождения Польши[7][8]